# Ligne de Kalonéro à Zevgolatio
La ligne de Kalonéro à Zevgolatio (en grec: γραμμή Καλόνερου - Ζευγολατιού) est une ligne ferroviaire principale, longue de 32,2 km, à voie unique et à écartement métrique, qui relie la commune de Kalonéro à la commune de Zevgolatio du district régional de Messénie dans le sud-ouest du Péloponnèse. En fait, la ligne forme un long raccordement entre les lignes Corinthe - Kalamata et Pyrgos - Kyparissia. Elle est depuis mars 2011 inexploitée.

## Histoire
La ligne fut inaugurée en septembre 1902 et est la dernière ligne d'être construite dans le réseau métrique du Péloponnèse. Par sa construction le réseau du Péloponnèse constitue un « cercle ».

## Tracé et stations
La ligne est très sinueuse et possède de pentes maximales de 22 ‰. 
Elle possède trois gares avec voies d'évitement et plusieurs haltes.

## Exploitation
La ligne était parcourue par les trains de la liaison Le Pirée - Kalamata via Patras et par des trains locaux de l'ouest du Péloponnèse. Entre 1995 et 2005 à cause de sa vétusté, elle n'était pas parcourue par des locomotives lourdes ALCo et Alsthom, les trains venant du Pirée ou de Patras changeaient de locomotives en gare de Kyparissia. Depuis le 4 juillet 2010 seulement deux pairs de trains circulaient sur la ligne jusqu'au 30 janvier 2011 où tout le trafic a été supprimé. Depuis cette date la ligne demeure inexploitée.